# 八十塚古墳群
八十塚古墳群（やそづかこふんぐん）は、兵庫県芦屋市から西宮市にかけて分布する群集墳。

## 概要
芦屋市東部（朝日ヶ丘町・岩園町・六麓荘町）から西宮市西部（老松町・苦楽園5番町）にまで広がり、阪神間では最大規模の群集墳である。
古墳時代〜飛鳥時代（6世紀後半〜7世紀半ば）に造られた。群集墳内は、朝日ヶ丘支群、岩ヶ平支群、劔谷支群、老松支群、苦楽園支群の5支群に分かれている。

## 規模
八十塚古墳群の規模は以下の通りである。
- 東西：約500メートル
- 南北：約1キロメートル

## 文化財

### 芦屋市指定文化財
- 有形文化財

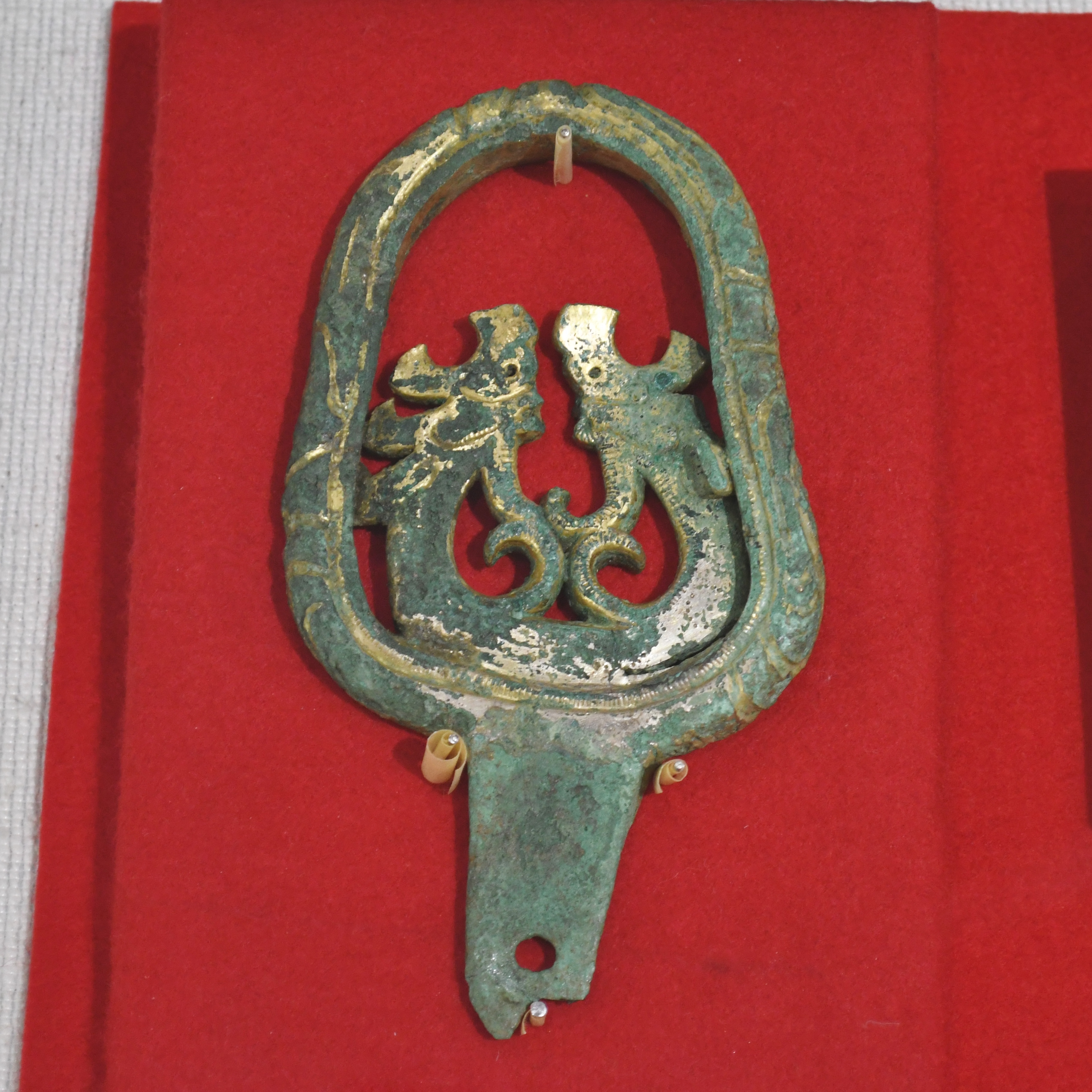
61号墳出土
双龍環頭大刀柄頭芦屋市立美術博物館展示。

  - 八十塚古墳群出土双龍環頭大刀（考古資料） - 岩ヶ平支群第61号墳出土。芦屋市立美術博物館保管。2017年（平成29年）3月17日指定[3]。